# Myrmechixenus picinus
Myrmechixenus picinus – gatunek chrząszcza z rodziny czarnuchowatych i podrodziny Diaperinae.

## Taksonomia
Gatunek ten opisany został po raz pierwszy w 1850 roku przez Charlesa Nicolasa Aubé na łamach „Annales de la Société entomologique de France” pod nazwą Myrmecoxenus picinus (nazwa Myrmecoxenus stanowi nieuprawnioną emendację Myrmechixenus). Opisany w 1877 roku przez Edmunda Reittera Myrmecoxenus calvus zsynonimizowany został z omawianym gatunkiem w 2018 roku przez Wolfganga Schawallera. Synonimizacji z M. picinus opisanego przez Thomasa Vernona Wollastona Myrmecoxenus sordidus dokonano jeszcze wcześniej.

## Morfologia
Chrząszcz o ciele długości od 1,8 do 2 mm, w zarysie podługowato-owalnym, słabo wysklepionym, o brunatnym ubarwieniu i bardzo krótkim, niezbyt gęstym owłosieniu. Na całym wierzchu ciała występują tylko duże, grube punkty, wskutek czego jego połysk jest zachowany.
Głowa jest szersza niż dłuższa, o rozszerzonych policzkach oraz podłużnie owalnych, niewykrojonych na przedzie oczach. Czułki mają buławkę dłuższą niż u M. subterraneus, a cztery ostatnie człony są zbliżonej szerokości.
Przedplecze jest szersze niż u M. subterraneus, najszersze w połowie długości lub tuż przed połową i stamtąd dość słabo ku tyłowi zwężone, po bokach zaokrąglone, o niewystających, mocno zaokrąglonych tylnych kątach i tylnej krawędzi wyraźnie szerszej od głowy z oczami mierzonej. Stopień wypukłości przedplecza i spadzistości jego boków jest większy niż u innych zagrzebków. Pokrywy są podługowato-owalne. Punkty na przedpleczu i pokrywach są niezbyt gęsto rozmieszczone i niezbyt wyraźne, na tych ostatnich głównie bezładne, ale przy szwie formujące nieregularne rzędy. Skrzydła tylnej pary są dobrze wykształcone. Odnóża mają cienkie golenie i czteroczłonowe stopy.

## Ekologia i występowanie
Owad ten bytuje wśród gnijących szczątków roślinnych, kompostu i w odchodach roślinożerców.
Gatunek pierwotnie śródziemnomorski, ale współcześnie rozmieszczony szerzej wskutek zawlekania z sadzonkami roślin. W Europie znany jest z Balearów, Francji, Włoch, Malty, Chorwacji i Słowacji, jednak do tej ostatniej prawdopodobnie został zawleczony i nie zaaklimatyzował się. W Afryce Północnej podawany jest z Madery, Algierii, Tunezji i Egiptu, a w Subsaharyjskiej z Tanzanii, Malawi i Namibii. W Azji palearktycznej wykazany został z Turcji, a w orientalnej z Indii, Tajlandii, Laosu, Wietnamu, Malezji oraz indonezyjskich wysp Jawa, Celebes i Sumbawa.